# 松尾和也
松尾 和也（まつお かずや、1975年 - ）は、日本の建築家（一級建築士）。株式会社松尾設計室代表取締役。みんなの住宅研究所理事。
兵庫県生まれ。兵庫県立加古川東高等学校、九州大学工学部建築学科卒業（熱環境工学専攻）。断熱性能・気密性能を高めた高性能住宅・省エネ住宅の設計で知られる。
「健康で快適な省エネ建築を経済的に実現する」ことをモットーにしている。
一般社団法人みんなの住宅研究所理事
住まいの屋根換気壁通気研究会理事
空気調和・衛生工学会　省エネルギー委員会
住宅指針改訂検討小委員会　委員
「エコ住宅性能研修」「プラン力向上研修」を通じて全国の工務店に対し、技術指導、プラン指導を行っている

## 主な受賞歴等
- 2005年　サスティナブル東京世界大会にてサスティナブル住宅賞「野口の家」
- 2007年　第７回くすのき建築文化賞「東播磨中央教会」
- 2009年　第３回明石市都市景観賞「津川歯科診療所」
- 2014年　ハウス・オブ・ザ・イヤー・イン・エナジー2014優秀賞＆審査委員賞「ミライブ」
- 2022年LIXILメンバーズコンテスト2022にて地域最優秀賞と空間デザイン賞「亀岡の家」

## 著書

### 単著
- 松尾和也『ホントは安いエコハウス』日経BP、2017年7月21日。OCLC 1022213475。ISBN 4822238385、ISBN 9784822238384。
- 松尾和也『エコハウス超入門 84の法則ですぐ分かる』新建新聞社、2020年8月6日。OCLC 1201281578。ISBN 4865271015、ISBN 9784865271010。
- 松尾和也『お金と健康で失敗しない間取りと住まい方の科学』新建新聞社、2022年3月17日。OCLC 1319064530。ISBN 486527121X、ISBN 9784865271218。

### 共著
- 前真之、岩前篤、松尾和也、今泉太爾、森みわ、竹内昌義、伊礼智、水上修一 ほか『あたらしい 家づくりの教科書』新建新聞社、2016年8月31日。OCLC 972386383。ISBN 4865270590、ISBN 9784865270594。
- 伊藤菜衣子、竹内昌義、松尾和也『これからのリノベーション 断熱・気密編』新建新聞社、2018年7月1日。OCLC 1133179173。ISBN 4865270833、ISBN 9784865270839。
- 松尾和也、西方里見、伊礼智、三澤文子、前真之『5人の先生が教える一生幸せなエコハウスのつくりかた』エクスナレッジ、2019年9月28日。ISBN 4767826349、ISBN 978-4767826349。
- 一般社団法人住まいの屋根換気壁通気研究会編著　住まいの耐久性大百科事典Ⅰ（改訂増補版）2023年11月15日　ISBN　4778205170　ISBN　978-4778205171
- 一般社団法人住まいの屋根換気壁通気研究会編著　住まいの耐久性大百科事典Ⅱ　2021年7月20日　ISBN' 4778204761　ISBN　　978-4778204761
- 建築知識ビルダーズ　No. 48 （エクスナレッジムック）　松尾和也特集号　健康・快適なZEHのつくり方　2022年2月26日　ISBN　4767829666　ISBN　978-4767829661

### メディア連載
- 業界紙 新建ハウジング　（松尾和也のエコハウス設計メソッド　連載中）
- 雑誌 日経ホームビルダー　（2021年4月号（同年3月22日発行）休刊まで）